# Sun Yu (Badminton)
Sun Yu (chinesisch 孙瑜, Pinyin Sūn Yú; * 28. Februar 1994 in Dalian, Volksrepublik China) ist eine chinesische Badmintonspielerin. 

## Karriere
Sun Yu gewann bei der Junioren-Badmintonasienmeisterschaft 2011 sowohl im Dameneinzel als auch mit dem Team Gold. Bei der Badminton-Juniorenweltmeisterschaft 2012 wurde sie Dritte im Einzel und Erste mit der chinesischen Mannschaft. Im gleichen Jahr gewann sie in der Dameneinzelkonkurrenz bei den Macau Open 2012 ihren ersten großen internationalen Titel bei den Erwachsenen.